# 최해식
최해식(崔海植, 1968년 9월 30일 ~ )은 전 KBO 리그 쌍방울 레이더스와 해태 타이거즈 소속이었던 포수이다.
쌍방울 레이더스의 창단 멤버였지만 김호근, 전종화 등에 밀려 별다른 활약이 없었다. 
급기야 1994년에는 박경완의 급성장으로 설 자리를 잃게 되자 그 해 6월 장채근과 트레이드되어 연고 팀인 해태 타이거즈로 이적해 해태의 1996년, 1997년 한국시리즈 2연패에 큰 기여를 했고, 은퇴 이후 광주광역시에서 중국집을 경영하고 있으며 지역 케이블 방송 해설위원으로 활동중이다.

## 자녀
- 아들 NC 다이노스 최우재

## 출신 학교
- 이리초등학교
- 군산남중학교
- 군산상업고등학교
- 건국대학교